# Angelburg
Angelburg est une municipalité allemande située dans l'arrondissement de Marbourg-Biedenkopf et dans le land de la Hesse. Elle se trouve à 12 km au sud de Biedenkopf.

## Politique et administration
| Période | Période  | Identité    | Étiquette | Qualité |
| ------- | -------- | ----------- | --------- | ------- |
| ?       | 2011     | Norbert Mai | SPD       |         |
| 2011    | en cours | Thomas Beck | SPD       |         |